# Gonaté
 (avril 2024).
Si vous disposez d'ouvrages ou d'articles de référence ou si vous connaissez des sites web de qualité traitant du thème abordé ici, merci de compléter l'article en donnant les références utiles à sa vérifiabilité et en les liant à la section « Notes et références ».
Gonaté est une ville Gouro, elle est située au centre-ouest de la Côte d'Ivoire à 24 kilomètres de Daloa dans la région du Haut-Sassandra et à 432 km d'Abidjan, la capitale économique du pays. Elle est érigée en sous-préfecture depuis le 6 octobre 2005. Elle est issue de l'ancienne circonscription administrative de Bédiala. Gonaté est une ville commerciale car les grandes plantations de cacao, café, banane plantain, palmier à huile s'y trouvent. Afin de développer la ville, la population s'est investie dans la création des grandes plantations.

## Historique
La ville de Gonaté est le regroupement de cinq grandes familles villageoises subdivisées en neuf quartiers qui sont Gnazaboua, Djéhi, Mouan, Bêh et Zoha. Ces cinq villages forment la tribu Polouhozouho. En effet, pour faire face aux différentes guerres tribales, les cinq villages de cette tribu se sont regroupés pour créer un seul et unique village appelé Gonantinfla. Cette appellation, qui veut dire en Gouro le village des Gonamantin, fut transcrite par les colonisateurs Français en Gonaté.

## Administration
La nouvelle sous-préfecture de Gonaté qui compte 40 780 habitants (en 2000) comprend deux tribus. La tribu de Gonaté et celle de Gnamanou. La tribu de Gnamanou est composée de quatre villages qui sont Zéréfla, Sétréfla, Séïfla et Bégafla. Gonaté, le chef-lieu de sous-préfecture, a été loti en 1957 par Yah Bi Gogoné Jacques (1907 - 1977). Il a géré le village de 1957 à 1977. Sous son instigation, Gonaté s'est agrandie et trois groupes scolaires furent construits.
Depuis sa création, la ville a connu trois chefs que sont Yah bi Gogoné Jacques (1907-1977) ; Boli Bi Séri Léon, qui lui a succédé de 1977 à 1999 puis Goné Bi Zah Martin (2005 - 2019). Depuis le 20 décembre 2019, Boty Bi Zah Lambert assure la fonction de chef du village de Gonaté jusqu'à ce jour.

## Infrastructures
Aujourd'hui, Gonaté dispose de quelques infrastructures qui sont l'électrification, l'adduction d'eau courante, la téléphonie fixe et mobile, internet, canal, un dispensaire et une maternité, une pharmacie, des marchés et des commerces (boutiques et magasins). Gonaté est considérée comme la porte d'entrée du département de Daloa et le grenier de cette mégapole. En effet, chaque jour de gros camions chargés de produits vivriers quittent le site de chargement de cette ville pour Abidjan. Gonaté possède aussi l'une des cinq plus grandes coopératives de production de cacao qui se nomme Kavokiva. Cette coopérative, dont le siège social est à Gonaté, est exportatrice. Outre, le cacao, elle s'est spécialisée dans les autres cultures de rente et s'oriente aussi vers d'autres secteurs tels que le transport. La ville a également un stade de football situé au quartier Gouro. Ce stade a connu plusieurs grandes rencontres et même des matchs de Gala. Plusieurs spectacles géants ainsi que plusieurs personnalités de haut rang ont été accueillis sur ce stade. Les équipes FC Bonon, Réveil Club de Daloa, FC Bouaflé, Gadouan FC, FC Gnamanou, Bédiala FC, etc. ont également joué des compétitions sur le stade de Gonaté.
Gonaté possède un grand quartier résidentiel nommé quartier Canada. Le quartier est situé à la sortie de la ville en allant à Daloa. Plus de 1000 logements y sont construits.

## Gonaté et les autres peuples
Si Gonaté est connue comme étant une ville Gouro, Gonaté est aussi une ville qui enregistre plusieurs autres peuples venus de divers horizons. Mais avant, notons aujourd'hui que Gonaté est traversée par une voie principale reliant Abidjan, la capitale économique, et Daloa, le chef-lieu de la région du Haut-Sassandra, la grande cité des antilopes. En venant d'Abidjan, le peuple Gouro est à droite et à gauche nous retrouvons les autres peuples tels que les Dioulas, les Guérés, les Didas, les Baoulés, les Agnis, les Attiés, etc. Gonaté est donc composée de deux grands quartiers que sont le quartier Gouro et le quartier Dioula. La ville ayant encore des coutumes des ancêtres, garde certaines traditions telles que l'élection d'un chef du village.

## Politique
Gonaté n'est pas épargnée par la politique en Côte d'Ivoire. Entre autres, nous soulignons la présence de partis politiques tels que le PDCI, le FPI, le RDR, UDPCI, UNG, MFA et aujourd'hui le RHDP.

## Religion
La ville dispose d'une paroisse catholique, la paroisse Saint-Jean, au sein du diocèse de Daloa, d'une église Baptiste Missionnaire, Assemblée de Dieu, d'une paroisse de l'église du christianisme céleste et une mosquée située au quartier Dioula vers le Grand marché de Gonaté.

## Sports
La ville dispose d'un club de football, dénommé PFCG (Polouhozouho Football Club de Gonaté), le Cifad de Gonaté et un centre de formation, Les Surdoués, créé par l'Association des Jeunes Dynamiques de Gonaté (AJDG) créée en 2015 ayant pour secrétaire général Bah Bi Leriche, qui évoluent en Championnat de Division Régionale, équivalent d'une « 4e division » .

## Éducation
L'éducation étant un élément essentiel dans la vie et le progrès de Gonaté, il y a été construit plusieurs édifices scolaires. Gonaté a donc connu sa première école dite école régionale, en 1942. Aujourd'hui, il y a un peu plus de vingt écoles primaires publiques et privées confondues ; plus de huit établissements secondaires (privés et publics). Face à l'urbanisation galopante, et à un accroissement exponentiel de la population, il y a encore de la place pour de nouvelles créations d'écoles.